# Efecto estérico
El efecto estérico (o efecto de la orientación) es un efecto descrito en la química orgánica causado por la influencia del volumen de un grupo funcional de una molécula en el curso de una reacción química, en la conformación o en las interacciones intermoleculares de una molécula. El término fue utilizado por primera vez en 1894 por Viktor Meyer, que lo acuñó al observar que algunas reacciones son muy lentas cuando en el área de la reacción hay grandes átomos o grupos. Hay que tener en cuenta que, para que se produzca una reacción entre dos moléculas, éstas deben colisionar de forma que su orientación relativa sea la correcta.
También se produce este efecto cuando un grupo sustituyente interacciona con átomos o grupos de átomos de la cadena en la que se incluye modificando alguna de sus características, como la volatilidad o el punto de ebullición.

## Clases de efectos estéricos

### Impedimento estérico

No se produce una reacción de Grignard por impedimento estérico debido a los tres grupos voluminosos.

El efecto se produce cuando el volumen ocupado por un grupo funcional o átomo en una molécula impide que otra parte de la misma reaccione. Un ejemplo conocido del impedimento estérico es la conversión de cetonas en una reacción de Grignard. Si se usa di-terc-butil cetona en la reacción, la reacción se ralentiza debido a que los grupos terc-butilo llenan mucho espacio, de tal manera que se puede introducir un máximo de un grupo metilo, incluso los residuos más grandes ya no reaccionan en absoluto. La razón de esto es que el estado de transición de la reacción está en un nivel de energía muy alto, ya que los residuos voluminosos se mueven muy cerca uno del otro y hay una repulsión electrostática de las capas de electrones. Por lo tanto, termodinámicamente, se requiere una energía de activación más alta para que tenga lugar una reacción, que no se logra o apenas se logra en las condiciones de reacción habituales. Esto está asociado con una inhibición cinética: si la reacción continúa, se retrasa por impedimento estérico:
Aunque el efecto estérico sea un problema de vez en cuando, también puede ser una herramienta muy útil: a menudo es utilizado por los químicos para modificar el comportamiento de una molécula en una reacción química o detener esta (protección estérica). El impedimento estérico, como ya se mencionó, también se atribuye a la velocidad a la que se llevan las reacciones, por ejemplo, a las reacciones de sustitución nucleofílica alifática (bimolecular y unimolecular).

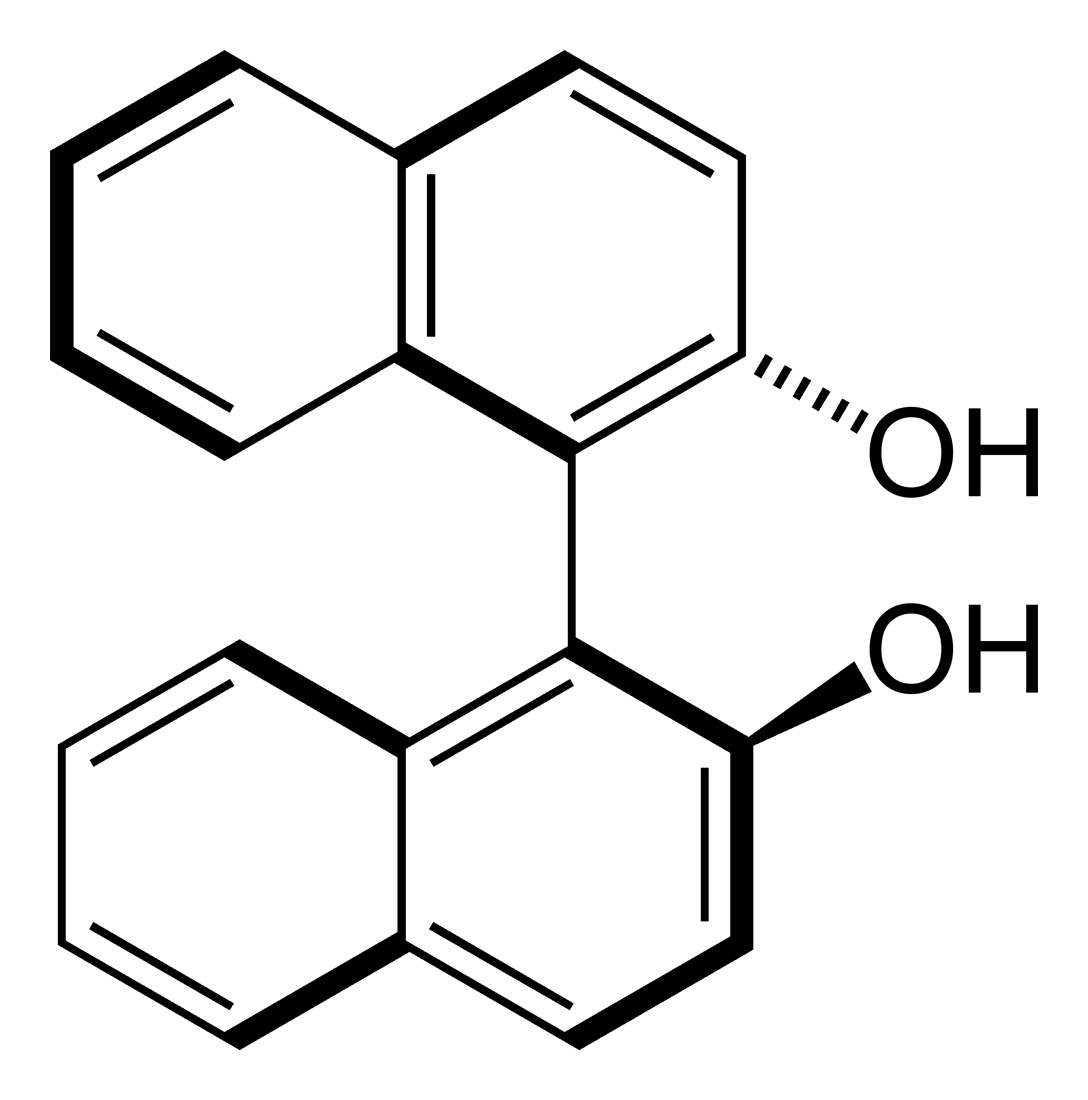
(S)-Binol.

Otro efecto observable es la prevención de la rotación alrededor de un enlace sencillo dentro de una molécula. Por ejemplo, la molécula 1,1'-bi-2-naftol (BINOL) siempre está presente en una conformación retorcida debido al impedimento estérico de los átomos de hidrógeno entre los dos anillos (no mostrados). Es de destacar que el impedimento estérico impide el cambio de la conformación de la mano derecha a la izquierda, por lo que estas moléculas son quirales, a pesar de que no tienen un centro quiral atómico. Este fenómeno se llama quiralidad axial.

### Repulsión estérica
Se produce cuando un grupo de una molécula es aparentemente debilitado o protegido por grupos funcionales menos cargados (o con carga eléctrica opuesta), incluyendo soluciones de iones (Repulsión de Debye). En algunos casos, el átomo a interaccionar deberá buscar lugares menos protegidos, lo que permite controlar cuándo y en qué dirección se producirá la interacción molecular.

### Atracción estérica
Se produce cuando las moléculas tienen formas o geometrías optimizadas para sus interacciones, en este caso, las moléculas al reaccionar entre sí, la mayoría de las veces, es específica y selectiva.

## Medidas del efecto estérico

### Valores A
Los valores A proporcionan una  medida del grueso de los sustituyentes. Son valores numéricos utilizados en la determinación de la orientación más estable de los átomos en una molécula (análisis conformacional), así como una representación general del volumen estérico. Los valores A se derivan de las mediciones de energía de las diferentes conformaciones de ciclohexano de un químico ciclohexano monosustituido. La medida en que un sustituyente favorece la posición ecuatorial da una medida de su volumen.

El valor A para un grupo metilo es 1,74 derivado del equilibrio químico anterior. Cuesta 1,74 kcal/mol que el grupo metilo adopte la posición axial en comparación con la posición ecuatorial.

| Sustituyente | Valor-A |
| ------------ | ------- |
| H            | 0       |
| CH3          | 1,74    |
| CH2CH3       | 1,75    |
| CH(CH3)2     | 2,15    |
| C(CH3)3      | >4      |

### Ángulos cónicos
| Ligando           | Ángulo (°) |
| ----------------- | ---------- |
| PH3               | 87         |
| P(OCH3)3          | 107        |
| P(CH3)3           | 118        |
| P(CH2CH3)3        | 132        |
| P(C6H5)3          | 145        |
| P(cyclo-C6H11)3   | 179        |
| P(t-Bu)3          | 182        |
| P(2,4,6-Me3C6H2)3 | 212        |

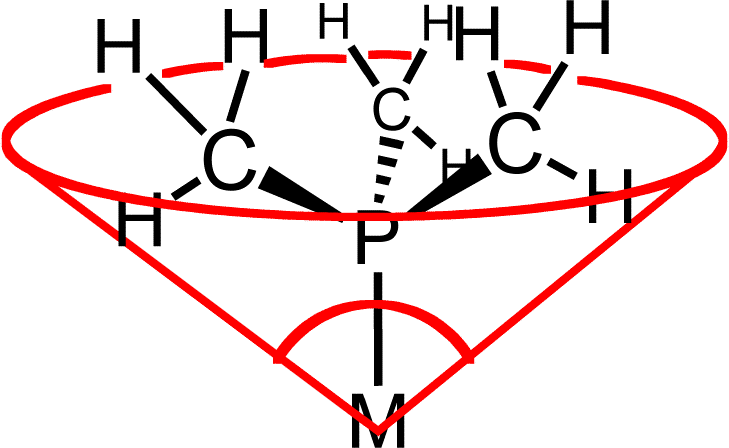
Ángulo cónico del ligando.

Los ángulos cónicos de los ligandos son medidas del tamaño de los ligandos en química de coordinación. Se define como el ángulo sólido formado con el metal en el vértice y los átomos de hidrógeno en el perímetro del cono (ver figura).

### Temperatura techo
La temperatura techo ({\displaystyle T_{c}}) es una medida de las propiedades estéricas de los monómeros que comprenden un polímero. {\displaystyle T_{c}} es la temperatura donde la velocidad de polimerización y despolimerización son iguales. Los monómeros impedidos estéricamente dan polímeros con baja {\displaystyle T_{c}}, que generalmente no son útiles.
| Monómero              | Temperatura techo (°C) | Estructura      |
| --------------------- | ---------------------- | --------------- |
| 1,3-butadieno         | 585                    | CH2=CHCH=CH2    |
| etileno               | 610                    | CH2=CH2         |
| isobutileno           | 175                    | CH2=CMe2        |
| isopreno              | 466                    | CH2=C(Me)CH=CH2 |
| metacrilato de metilo | 198                    | CH2=C(Me)CO2Me  |
| α-metilestireno       | 66                     | PhC(Me)=CH2     |
| estireno              | 395                    | PhCH=CH2        |
| tetrafluoroetileno    | 1100                   | CF2=CF2         |

## Efectos estérico y electrostático
La estructura, propiedades y reactividad de una molécula depende estrictamente de enlaces químicos, tales como enlaces covalentes, enlaces iónicos, puentes de hidrógeno y otros. Estos enlaces proveen una estructura básica a la molécula, fácilmente modificable por las fuerzas de repulsión, incluido el efecto estérico descrito anteriormente. El efecto estérico y las interacciones de base siguen siendo insuficientes para explicar muchas de las estructuras, propiedades y reacciones. Por lo tanto, el efecto estérico se opone o complementa por la participación de efectos electrostáticos, como la inducción, la conjugación, la simetría molecular y las interacciones electrostáticas. Existen otros efectos electrostáticos, que son importantes cuando se considera la estructura y la reactividad química.

## Importancia
La comprensión del efecto estérico es fundamental en la química orgánica, la bioquímica y la farmacología. En la química orgánica, los efectos estéricos son casi universales y afectan, en diversos grados, a la mayoría de las reacciones químicas. En la bioquímica, se utilizan a menudo en moléculas naturales como las enzimas, cuando el lugar de la catálisis se puede ocultar con una gran estructura proteínica. En farmacología, el efecto estérico se usa para determinar cómo y en qué nivel actuará un fármaco.